# Абдулмеџид II
Абдулмеџид II (тур. Abdülmecid; 29. мај 1868 — 23. август 1944) био је последњи калиф из династије Османлија и тридесет и седми поглавар османске династије у периоду од 1922. до 1924. године. Након распада Османског царства и губитка титуле престолонаследника, Абдулбеџид II је задржао титулу калифа све до 3. марта 1924, када је народна скупштина укинула калифат и протерала Абдулмеџида II и његову породицу, као део реформи које је на модернизацији земље покренуо председник Кемал Ататурк.

## Биографија
Рођен је 29. маја 1868. у палати Долмабахче као син султана Абдул Азиза. Образован је приватно.
Према обичајима, он није могао да буде у палати све док не напуни 40 година. Када је Мехмед VI, његов брат од стрица, 4. јула 1918. постао султан, Абдулмеџид је постао престолонаследник. Свргавањем са престола Мехмеда VI, 1. новембра 1922. султанат је укинут. Но, 18. новембра 1922. Абдулмеџид је изабран за калифа од стране турског националног већа у Анкари. Успостављен је за калифа 24. новембра 1922. у Истанбулу.
Трећег марта 1924. године, 6 месеци након успостављања републике, османски калифат је укинут, а династија Османлија протерана из земље. Одузета им је сва имовина и забрањен им је улазак у земљу. На путу у прогонство је прошао возом кроз Краљевину СХС.

## Уметност
Абдулмеџид је добио титулу генерала армије, али је он није био склон војсци и војним активностима. Он је имао значајну улогу као председник османског уметничког друштва.
Важио је за једном од најзначајнијих сликара позног периода османске уметности.
Његове слике харема приказују модерна музичка окупљања, а портрет његове жене Шехсувар инспирисан је Гетеовим Фаустом. Његова дела су 1918. била изложена у Бечу на изложби османских сликара. Његов аутопортрет може се видети у музеју модерне уметности у Истанбулу.
Абдулмеџид је био страствени сакупљач лептира. То је била активност којом се бавио последњих 20 година живота.

## Смрт
Преминуо је 23. августа 1944. у Паризу. Његова смрт десила се у време ослобођења Париза од немачке окупације. Сахрањен је у Медини, Саудијска Арабија.

## Породично стабло
|  |                        |  |  |  |  |  |  |  |  |  |  |  |  |  |  |  |
|  | 4. Махмуд II           |  |  |  |  |  |  |  |  |  |  |  |  |  |  |  |
|  |                        |  |  |  |  |  |  |  |  |  |  |  |  |  |  |  |
|  |                        |  |  |  |  |  |  |  |  |  |  |  |  |  |  |  |
|  | 2. Абдул Азиз          |  |  |  |  |  |  |  |  |  |  |  |  |  |  |  |
|  |                        |  |  |  |  |  |  |  |  |  |  |  |  |  |  |  |
|  |                        |  |  |  |  |  |  |  |  |  |  |  |  |  |  |  |
|  | 1. Абдулмеџид II       |  |  |  |  |  |  |  |  |  |  |  |  |  |  |  |
|  |                        |  |  |  |  |  |  |  |  |  |  |  |  |  |  |  |
|  |                        |  |  |  |  |  |  |  |  |  |  |  |  |  |  |  |
|  | 3. Хајрандил султанија |  |  |  |  |  |  |  |  |  |  |  |  |  |  |  |
|  |                        |  |  |  |  |  |  |  |  |  |  |  |  |  |  |  |
|  |                        |  |  |  |  |  |  |  |  |  |  |  |  |  |  |  |